# Фейчук Петро Іванович
Петро Іванович Фейчук (1 червня 1947, с. Посіч-Майдан, Лисецький район, Станіславська (нині Івано-Франківська) обл. — 20 березня 2008, м. Чернівці) — український вчений-хімік, доктор технічних наук, проректор з науково-педагогічної роботи та міжнародних зв'язків Чернівецького національного університету імені Юрія Федьковича.

## Життєпис
Народився в селянській сім'ї. 21 жовтня 1947 року п'ятимісячний Петро разом з мамою Євдокією Петрівною та іншими жителями села Посіч-Майдан був депортований радянською владою у вантажних вагонах до Казахстану в поселення Карагайли. Батько, якого на той час не було в селі, уникнув депортації, але тривалий час переховувався, був репресований і назавжди втратив зв'язок з родиною.
Петро навчався у школі селища Карагайли, Каркаралінського району, Карагандинської області (1954—1961 рр.). Після закінчення семирічки Петро — 14-річний підліток — сам подолав неблизький шлях з Казахстану до Станіслава, де знайшов притулок у Василя Фейчука, рідного брата його вітчима Івана Фейчука.
У Станіславі (перейменованому 1962 р. в Івано-Франківськ) навчався в середній загальноосвітній політехнічній школі з виробничим навчанням № 14 (1961—1965). Мати та вітчим змогли повернутися в Україну з Казахстану тільки у 1963 році, але оскільки с. Посіч-Майдан було повністю знищено, то родина оселилася в найманій кімнатці на околиці Івано-Франківська в Пасічній.
У 1965 році Петро вступив на перший курс хімічного факультету Чернівецького державного університету, який закінчив у 1970 році за спеціальністю «хімія» з присвоєнням кваліфікації хіміка, викладача хімії.
У 1970—1971 рр. працював на посаді інженера в Чернівецькому державному університеті.
З 1972 по 1973 р. служив в армії.
Протягом 1973—1992 рр. працював на посадах: інженер, ст. інженер, м.н.с., ст. науковий співробітник, завідувач ізотопної лабораторії Чернівецького відділення напівпровідникового матеріалознавства Інституту проблем матеріалознавства АН УРСР.
З 1992 р. до 2007 р. працював на посаді доцента кафедри неорганічної хімії Чернівецького національного університету імені Юрія Федьковича. Вчене звання доцента отримав 1994 р. З 2001 р. очолив новий на кафедрі науковий напрямок з розробки технології одержання наноструктур напівпровідників хімічними методами та їх досліджень. Крім виконання педагогічного навантаження (читання лекцій та спецкурсів, керівництво дипломними і курсовими роботами, ведення лабораторних і практичних занять), активно продовжував науково-дослідницьку роботу, використовуючи нові можливості стажування в провідних європейських лабораторіях (Інституті фізики при Карловому університеті (Прага, Чехія), Інституті неорганічної хімії та матеріалознавства Віденського університету (Відень, Австрія), лабораторії CNRS — PHASE (Страсбург, Франція).
З червня 2005 р. очолив відділ міжнародних зв'язків Чернівецького національного університету імені Юрія Федьковича, а з лютого 2007 р. працював проректором з науково-педагогічної роботи та міжнародних зв'язків цього вузу. На цій посаді ініціював і підтримав низку міжнародних заходів: конференцій, інформаційних семінарів, виставок, підписання угод із зарубіжними вузами, надання нових послуг студентам і викладачам ЧНУ.

## Наукова та викладацька діяльність
Методами радіометрії Петро Фейчук дослідив дифузію, сегрегацію та розчинність низки домішок у монокристалах СdTe за різних термо-динамічних умов.
21 березня 1980 р. на засіданні спеціалізованої вченої ради Чернівецького державного університету захистив кандидатську дисертацію на тему: «Дослідження механізму впровадження елементів III групи в CdTe», на підставі чого рішенням ВАК йому присвоєно науковий ступінь кандидата хімічних наук (керівник: професор О. Е. Панчук).
У 1980—1992 рр. наукова діяльність Петра Фейчука у Чернівецькому відділенні Інституту проблем матеріалознавства АН УРСР була пов'язана із виконанням науково-дослідних договірних тем за держзамовленням із безпосереднім проведенням технологічних експериментів з вирощування та дослідження монокристалів напівпровідників типу А2В6. Це, зокрема, були теми: «Лотос» (1981—1985) — за постановою РМ СРСР від 07.08.80; «Фильтр», державний реєстраційний номер № Ф 25640, 1985 р.; «Осока-Куб», державний реєстраційний номер № Ф 256440, 1985 р.; «Квант» державний реєстраційний номер № Х 58276.1985 р.; «Смог» державний реєстраційний номер № Я 57101, 1986 р.; «Чинара», державний реєстраційний номер № Х 58275, 1986 р. Брав активну участь у впровадженні практичних результатів у виробництво, інтерпретації, аналізі та узагальненні отриманих результатів та їх патентуванні.
Частина наукових досліджень проведена за підтримки грантів УНФ № 91000 U (1994—1995 pp.), програми міжнародного партнерства INCO — COPERNICUS № ERBIC 15 CT 960808 «Cadmium telluride & related semiconductor sensors for radiation imaging & optical switching applications» (1997—2000 pp.), та гранту НATO [PDD(CP)-(CBP.NUKR.CLG 981731)] «Defect Engineering in photorefractive crystals for real time holographic interferometry»(2005—2007). Отримані Фейчуком Петром результати досліджень стали базою для виявлення ефекту після плавлення в розплавах сполук типу А2В6.
Петро Фейчук автор і співавтор понад 120 наукових праць та, зокрема, 7 авторських свідоцтв. Докторську дисертацію на тему «Технологічні основи вирощування нелегованих та легованих монокристалів та наноструктур CdTe і твердих розчинів на його основі для приладів електронної техніки» захистив 22 лютого 2008 р. на засіданні спеціалізованої вченої ради Інституту фізики напівпровідників ім. В. Є. Лашкарьова НАН України р., на підставі чого йому присуджено науковий ступінь доктора технічних наук зі спеціальності «Технологія, обладнання та виробництво електронної техніки».

## Громадська діяльність
З 1986 до 1992 року на громадських засадах очолював спільну галузеву лабораторію АН УРСР та Науково-дослідного інституту прикладної фізики Міністерства оборонної промисловості СРСР. З 1988 року одночасно виконував обов'язки заступника керівника Чернівецького відділення ІПМ АН УРСР.
Був членом Народного Руху України. У 2019 році посмертно отримав статус борця за незалежність України ХХ століття (згідно із Законом України «Про правовий статус та вшанування пам'яті борців за незалежність України у ХХ столітті».
Впродовж 5 років очолював методичну комісію хімічного факультету та був членом методичної ради Чернівецького національного університету імені Юрія Федьковича.

## Основні праці
- Tomashyk V., Feychuk P., Shcherbak L. Ternary alloys based on II—VI semiconductor compounds. London: CRC Press. 2013. 546 p. ISBN 978-1-4398-9566-5;
- Tomashik V., Feychuk P., Shcherbak L. Multicomponent alloys based on II—VI semiconductor compounds. Chernivtsi: Chernivtsi National University. 2012. 480 p. ISBN 978-966-423-263-7;
- Shcherbak L., Feichouk P., Panchouk O. Effect of CdTe Postmelting // J. Crys. Growth.-1996. — Vol. 161. — Р. 16—19;
- Панчук О. Э., Фейчук П. И., Щербак Л. П. Авторское свидетельство АС № 270846. Заявка № 3167573. Приоритет изобретения 13 апреля 1987 г. Зарегистрировано в Государственном реестре изобретений СССР 1 марта 1988 г.;
- Фейчук П. И. Влияние ассоциации дефектов на электрофизические свойства CdTe, легированного примесями ІІІ группы // Физ. основы полупроводн. материалов. Сб. науч. трудов. — Киев: Наук. думка, 1982. — С. 51—59.